# Neau
Neau – miejscowość i gmina we Francji, w regionie Kraj Loary, w departamencie Mayenne.
Według danych z 1990 roku gminę zamieszkiwały 652 osoby, a gęstość zaludnienia wynosiła 52 osób/km² (wśród 1504 gmin Kraju Loary Neau plasuje się na 752. miejscu pod względem liczby ludności, natomiast pod względem powierzchni na miejscu 894.).